# Nowa Ruda (województwo wielkopolskie)
Nowa Ruda – wieś w Polsce położona w województwie wielkopolskim, w powiecie konińskim, w gminie Wierzbinek, nad Kanałem Ślesińskim. Na północ od miejscowości położone jest Czarne Jezioro.
W latach 1975–1998 miejscowość należała administracyjnie do województwa konińskiego.
W gminnej ewidencji zabytków ujęte są trzy żelbetonowe schrony bojowe z 1939 roku.